# Scytodes aharonii
Scytodes aharonii là một loài nhện trong họ Scytodidae.
Loài này thuộc chi Scytodes. Scytodes aharonii được Embrik Strand miêu tả năm 1914.